# Philadelphiai zsaru
A Philadelphiai zsaru (eredeti cím: Downtown) 1990-ben bemutatott amerikai akcióvígjáték Richard Benjamin rendezésében. A forgatókönyvet Nat Mauldin írta saját ötlete alapján. Főszereplők Anthony Edwards és Forest Whitaker.
A film a 20th Century Fox megbízásából készült, a történetet kétszer szinkronizálták, mindkétszer a Mafilm Audio Kft. vezetésével.

## Összefoglaló
Philadelphia legrosszabb környékén két rendőr Mercedes-autók ellopásában nyomoz, amelyekben drogot csempésznek.

## Cselekmény
Alex Kearney rendőrként szolgál Philadelphia egyik gazdag külvárosában, amíg véletlenül meg nem állít egy fontos üzletembert, amivel veszélyezteti a karrierjét. Mivel senki sem hisz Kearney későbbi beszámolóinak, áthelyezik a város legveszélyesebb területére, a belvárosba.
Az új őrsön Kearney Dennis Curren rendőr mellé kerül, akinek szolgálat közben meghalt a társa. Amikor Alex legjobb barátját is megölik, miközben egy lopott autóval kapcsolatos ügyben nyomozott, Alex elszántan a gyilkos felkutatásának szenteli magát. Az új társak a gengszter Jerome Sweet nyomába erednek.  Rájönnek, hogy a város rendőrfőnöke és Sweet lopott autókban drogot csempésznek.

## Szereplők
| Szerep                | Színész             | Magyar hang    | Magyar hang      |
| Szerep                | Színész             | 1. szinkron    | 2. szinkron      |
| --------------------- | ------------------- | -------------- | ---------------- |
| Alex Kearney nyomozó  | Anthony Edwards     | Rátóti Zoltán  | Józsa Imre       |
| Dennis Curren nyomozó | Forest Whitaker     | Vass Gábor     | Kálid Artúr      |
| Lori Mitchell         | Penelope Ann Miller | Hegyi Barbara  |                  |
| White                 | Joe Pantoliano      | Balázs Péter   | Cs. Németh Lajos |
| Jerome Sweet          | David Clennon       | Fülöp Zsigmond | Dunai Tamás      |
| Henry Coleman         | Art Evans           | Szokolay Ottó  | Balázsi Gyula    |
| Ben Glass felügyelő   | Francis X. McCarthy | Tolnai Miklós  | Láng József      |
| Christine Curren      | Kimberly Scott      | Kiss Mari      | Kocsis Mariann   |

## Fordítás
- Ez a szócikk részben vagy egészben  a   Downtown (Film) című német Wikipédia-szócikk fordításán alapul.  Az eredeti cikk szerkesztőit annak laptörténete sorolja fel. Ez a jelzés csupán a megfogalmazás eredetét és a szerzői jogokat jelzi, nem szolgál a cikkben szereplő információk forrásmegjelöléseként.
- Ez a szócikk részben vagy egészben  a   Pronti a tutto című olasz Wikipédia-szócikk fordításán alapul.  Az eredeti cikk szerkesztőit annak laptörténete sorolja fel. Ez a jelzés csupán a megfogalmazás eredetét és a szerzői jogokat jelzi, nem szolgál a cikkben szereplő információk forrásmegjelöléseként.